# Chimie alimentară

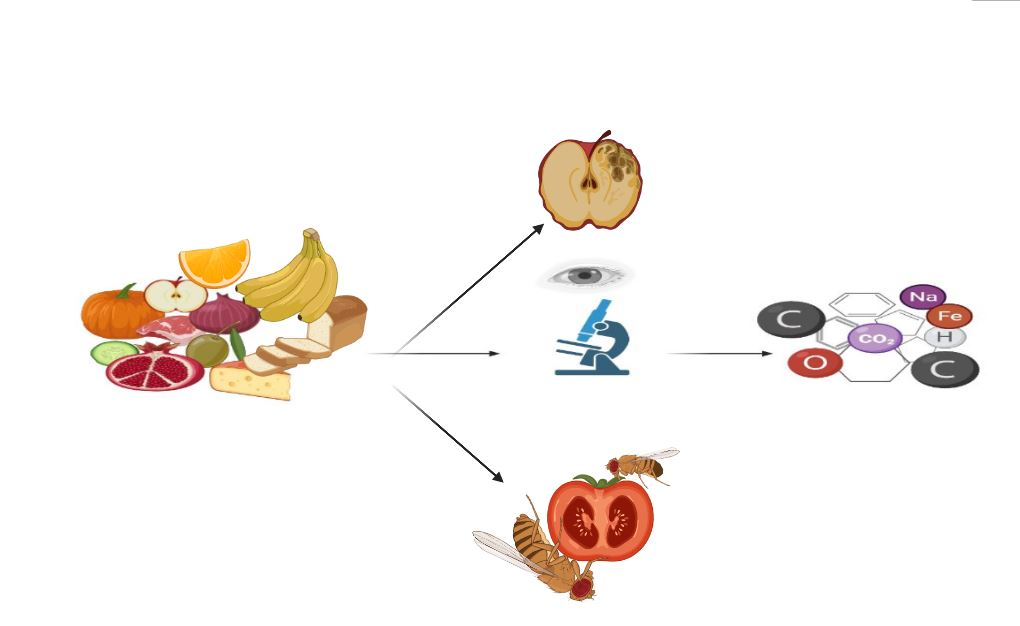
Studiul chimiei alimentare

Chimia alimentară este studiul chimic al proceselor și interacțiilor tuturor componenților biologici și non-biologici din alimente.  Această ramură a chimiei se asemănă cu biochimia, tratând subiecte comune ca zaharidele, lipidele și proteinele, dar include și studiul apei, vitaminelor, mineralelor, enzimelor, aditivilor alimentari, coloranților și a aromelor.